# Descarga
Se procura uma descarga de electricidade, veja Descarga electrostática.

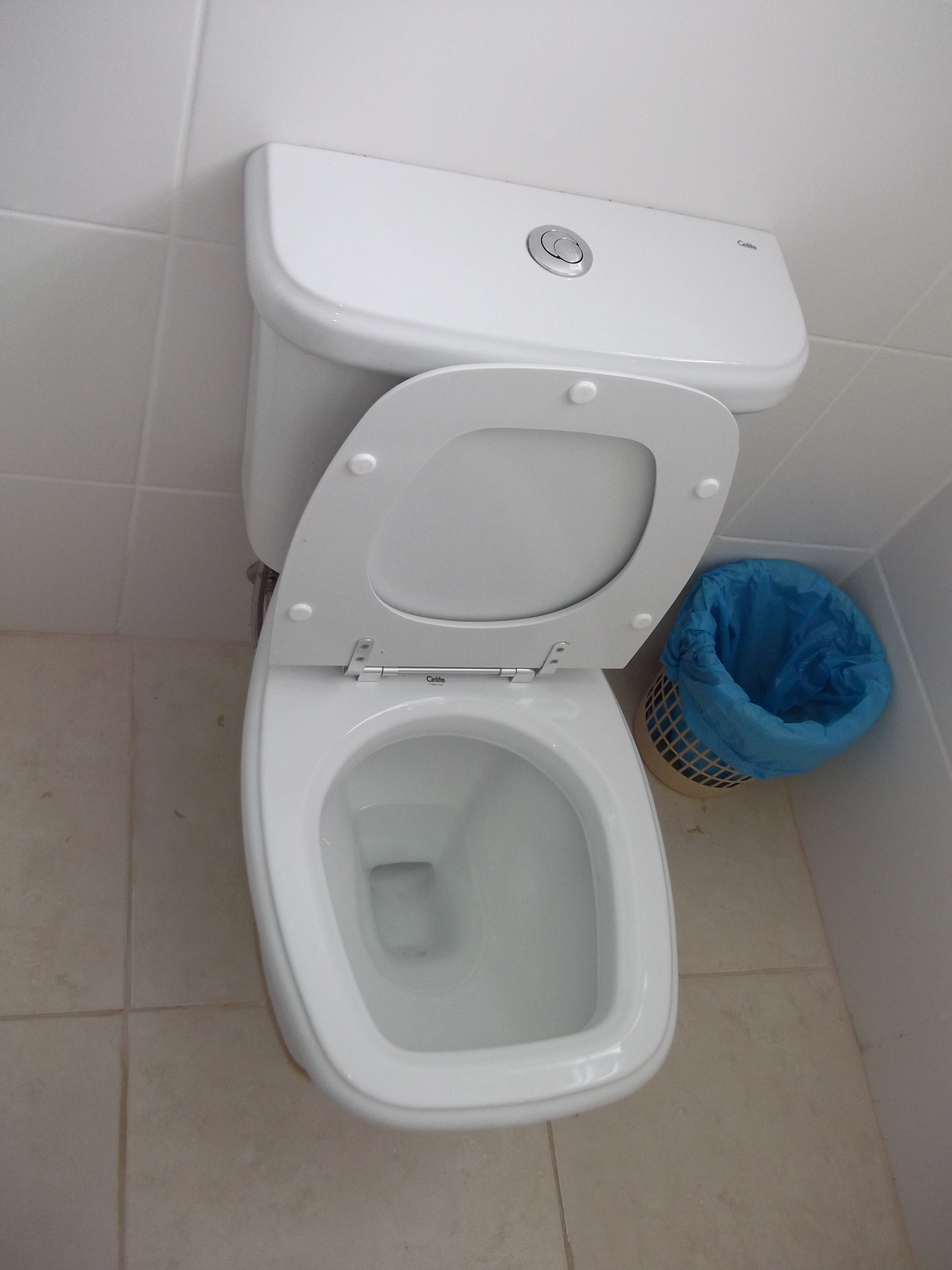
Vaso sanitário com caixa acoplada e descarga dupla

A descarga (português brasileiro) ou autoclismo (português europeu) é um dispositivo acoplado ao vaso sanitário (sanita). Quando puxamos a descarga, a água contida em um reservatório que fica no referido vaso sanitário é enviada para baixo para limpar os resíduos que ficaram neste.

## Eficiência no uso da água
A quantidade de água utilizada para a descarga dos vasos sanitários representa uma parcela significativa da água usada nas residências, condomínios e empresas. Os modelos mais antigos onde a válvula de descarga era afixada da parede consumiam em média de 12 a 15 litros de água por descarga. Em 2003 um acordo entre os fabricantes de vasos sanitários brasileiros permitiu que um novo modelo, com caixa acoplada, fosse adotado. O modelo com caixa acoplada possui um gasto fixo de 6 litros por descarga, normatizado pela NBR 15 097/04, permitindo uma economia sensível de água em relação aos modelos mais antigos. Existem modelos de vasos sanitários ainda mais econômicos em relação ao consumo de água, como os vasos sanitários de descarga dupla (3 litros para dejetos líquidos e 6 litros para dejetos sólidos) e sanitários à vácuo (1,2 a 1,5 litros de água por descarga) que utilizam ar (vácuo) para sugar as fezes. Os sanitários a vácuo são utilizados principalmente em aviões onde o custo da água transportada é particularmente elevado e também em instalações experimentais para o uso eficiente da água.

## No espaço

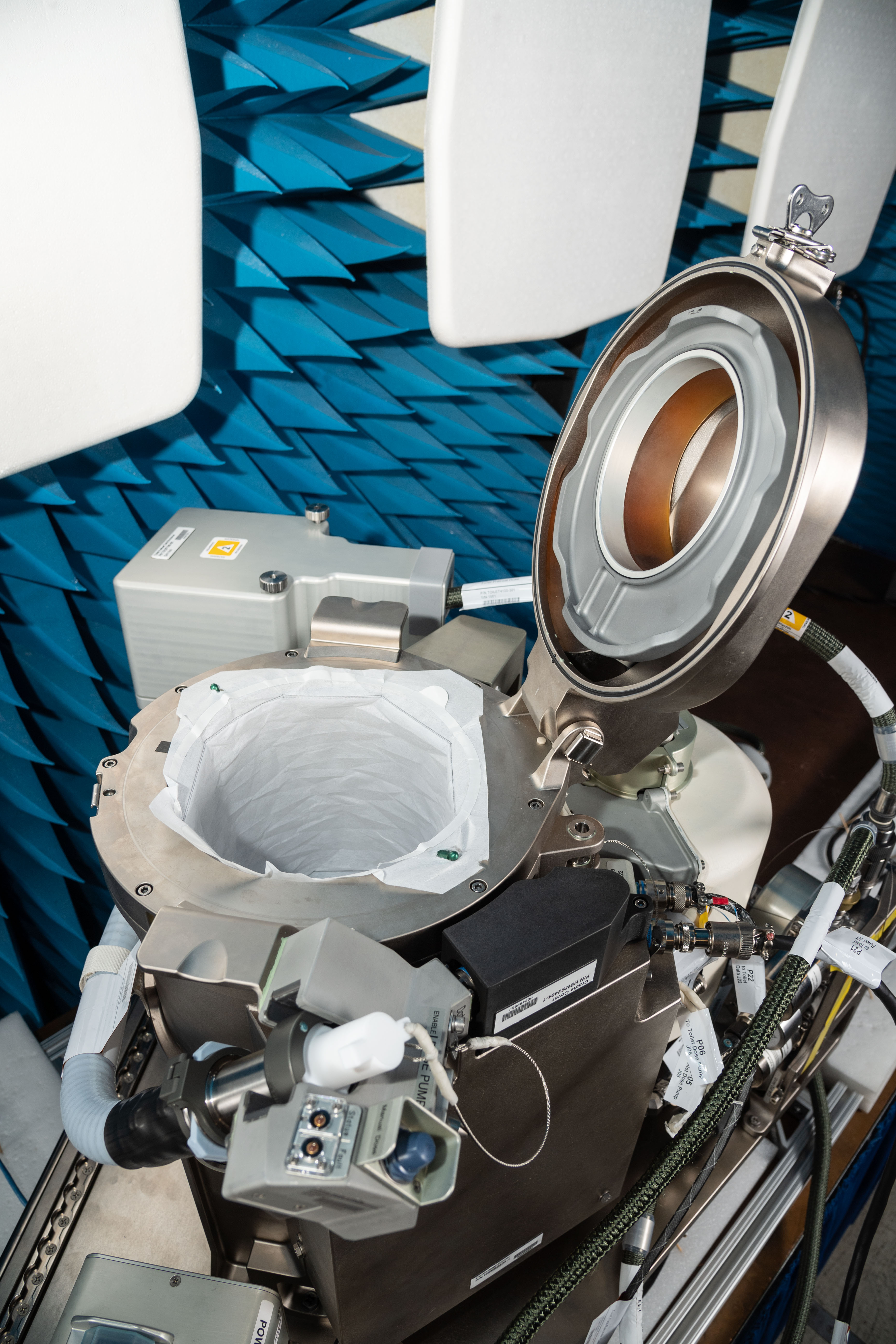
O ISS Universal Waste Management System, um dos desenvolvimentos mais recentes dos sistemas em uso nas estações espaciais internacionais.

Uma sanita espacial ou de gravidade zero é uma sanita que pode ser utilizada num ambiente sem peso. Na ausência de peso, a recolha e retenção de resíduos líquidos e sólidos é dirigida através da utilização de fluxos de ar. Uma vez que o ar utilizado para dirigir os resíduos será devolvido à cabina, é filtrado previamente para controlar o odor e limpar bactérias. Em sistemas mais antigos, a urina era despejada para o espaço, e as fezes eram comprimidas e armazenadas para remoção ao aterrar. Os sistemas mais recentes reciclam a urina e expõem os resíduos sólidos ao vácuo para matar bactérias, o que previne problemas de odor e mata agentes patogénicos.

## História
Em 1596 John Harington publicou A New Discourse of a Stale Subject, Called the Metamorphosis of Ajax, descrevendo uma percursora da descarga moderna instalada em sua casa em Kelston, Somerset. Alexander Cummings aperfeiçoou a invenção para a forma mais utilizada até os dias atuais. Além de melhorar o mecanismo de descarga, ele incluiu um sifão em S (ou curva) para reter a água permanentemente dentro do cano de esgoto, evitando assim que os gases residuais entrassem nos edifícios.